# Abelia parvifolia
Abelia parvifolia là một loài thực vật có hoa trong họ Kim ngân. Loài này được William Hemsley mô tả khoa học đầu tiên năm 1888.
Tên tiếng Trung: 小叶六道木 (tiểu diệp lục đạo mộc). Thực vật chí Trung Hoa (Flora of China) gộp loài này trong A. uniflora.

## Tổng quan
Tên chi Abelia là để vinh danh bác sĩ Clarke Abel, một nhà thực vật học và bác sĩ phẫu thuật đã đến Trung Quốc vào khoảng năm 1816-1817 với tư cách là giám đốc y tế (theo lời giới thiệu của Tôn ông Joseph Banks) kiêm nhà tự nhiên học của Đại sứ quán Anh. Tuy nhiên, Abelia parvifolia đã không được gieo trồng tại các khu vườn ở phương Tây cho đến gần một thế kỷ sau. Như là A. schumannii trong Plantae Wilsonae, nó là một trong nhiều loài cây được Ernest Wilson (còn gọi là Wilson 'Ba Tàu') thu thập trong các cuộc thám hiểm vào năm 1907, 1908 và 1910, và gửi cho Vườn ươm cây Arnold ở Hoa Kỳ. A. schumannii hiện được coi là từ đồng nghĩa của A. parvifolia, một loài rất hay biến đổi.
Schumann abelia là một loại cây bụi tao nhã với thân uốn cong, mang những chùm hoa màu hồng - tím hoa cà quyến rũ trong suốt mùa hè.

## Địa lý và phân bố
Loài này có nguồn gốc từ miền trung Trung Quốc (phía tây tỉnh Tứ Xuyên), nơi nó được tìm thấy ở cao độ 1.200-3.600 m trên mực nước biển. Môi trường sống là các bụi cây, thung lũng khô và ven sông.

## Mô tả
Là loài cây bụi lá sớm rụng, cao tới khoảng 2 m, với các cành cây mảnh dẻ và uốn cong. Các cành non màu tía và phủ đầy lông tơ. Lá màu xanh lục, hình trứng, thuôn tròn ở đỉnh và dài tới khoảng 3 cm, rộng khoảng 1 cm. Những bông hoa hình phễu, màu hồng với những đốm màu da cam và dài tới khoảng 1,5 cm, nở từ tháng 5 đến tháng 8.

## Sử dụng
A. parvifolia được trồng làm cây cảnh. Nó đã được nhận Giải thưởng Phẩm chất Làm vườn (Award of Garden Merit) từ Hiệp hội Làm vườn Hoàng gia (dưới tên đồng nghĩa A. schumannii).

## Gieo trồng
A. parvifolia sinh sống tốt nhất dưới ánh nắng đầy đủ, trong đất ẩm nhưng thoát nước tốt. Nó có thể được nhân giống bằng cách giâm cành. Tại Vườn thực vật Hoàng gia ở Kew, A. parvifolia (hiện được gán nhãn A. schumannii) được trồng ở phía nam của Stable Yard.